# دریک بل
دریک بل (انگلیسی: Drake Bell؛ زاده ۲۷ ژوئن ۱۹۸۶) یک موسیقی‌دان و بازیگر اهل ایالات متحده آمریکا است که بیشتر برای ایفای نقش «تیمی ترنر» در مجموعه فیلم نسبتاً عجیب و غریب شهرت دارد.

## فیلم‌ها
- جری مگوایر
- وفاداری بزرگ
- نمایش آماندا
کارتون مردعنکبوتی نهایی
- یک فیلم نسبتاً عجیب و غریب
- یک کریسمس نسبتاً عجیب و غریب
- یک تابستان نسبتاً عجیب و غریب
- بچه‌های بد آکادمی کرستویو